# Burg Fürstenstein (Zwingenberg)
Die Burg Fürstenstein ist eine abgegangene Spornburg auf einem Bergsporn in 265 m Meereshöhe oberhalb der Burg Zwingenberg bei der Gemeinde Zwingenberg im Neckar-Odenwald-Kreis in Baden-Württemberg.

## Geschichte
Die Burg wurde zwischen August 1338 und November 1339 vom Mainzer Erzbischof vermutlich als Gegenburg provokativ nur wenige Dutzend Meter oberhalb und nahe der unteren Burg Zwingenberg erbaut. Der Grund dafür war das 1338 vom Grafen von Württemberg, von Pfalzgraf Ruprecht I. und dem Erzbischof von Mainz, Heinrich von Virneburg, erzwungene Öffnungsrecht der Burg Zwingenberg. Die Burg Fürstenstein musste aber bereits im Dezember 1343 auf königlichen Erlass hin geschleift werden.

## Beschreibung
Die sich auf mehreren schmalen Plateaus über 100 Meter erstreckende ehemalige Burganlage zeigt nur geringe Mauerreste aus kleinen und mittleren Bruchsteinen.
Die Burg bestand nur aus einem rund 12 mal 9 Meter großen Gebäude, möglicherweise ein Wohnturm, dem talseitig eine kleine, ummauerte Vorburg vorgesetzt wurde. Zum weiter ansteigenden Berghang im Osten wurde ein Halsgraben angelegt, in dem sich ein kleiner viereckiger Gebäuderest unklarer Funktion befindet.
Auf dem durch einen halbrunden Graben gesicherten Bereich östlich des Halsgrabens und etwas oberhalb der Burganlage gelegen, befinden sich mehrere Plateaus, die durch Futtermauern gestützt werden. Diese werden als Blidenstellungen gedeutet.